# Dillenia reifferscheidia
Dillenia reifferscheidia är en tvåhjärtbladig växtart som beskrevs av Emilio Huguet del Villar y Serrataco. Dillenia reifferscheidia ingår i släktet Dillenia och familjen Dilleniaceae. Inga underarter finns listade i Catalogue of Life.

## Bildgalleri

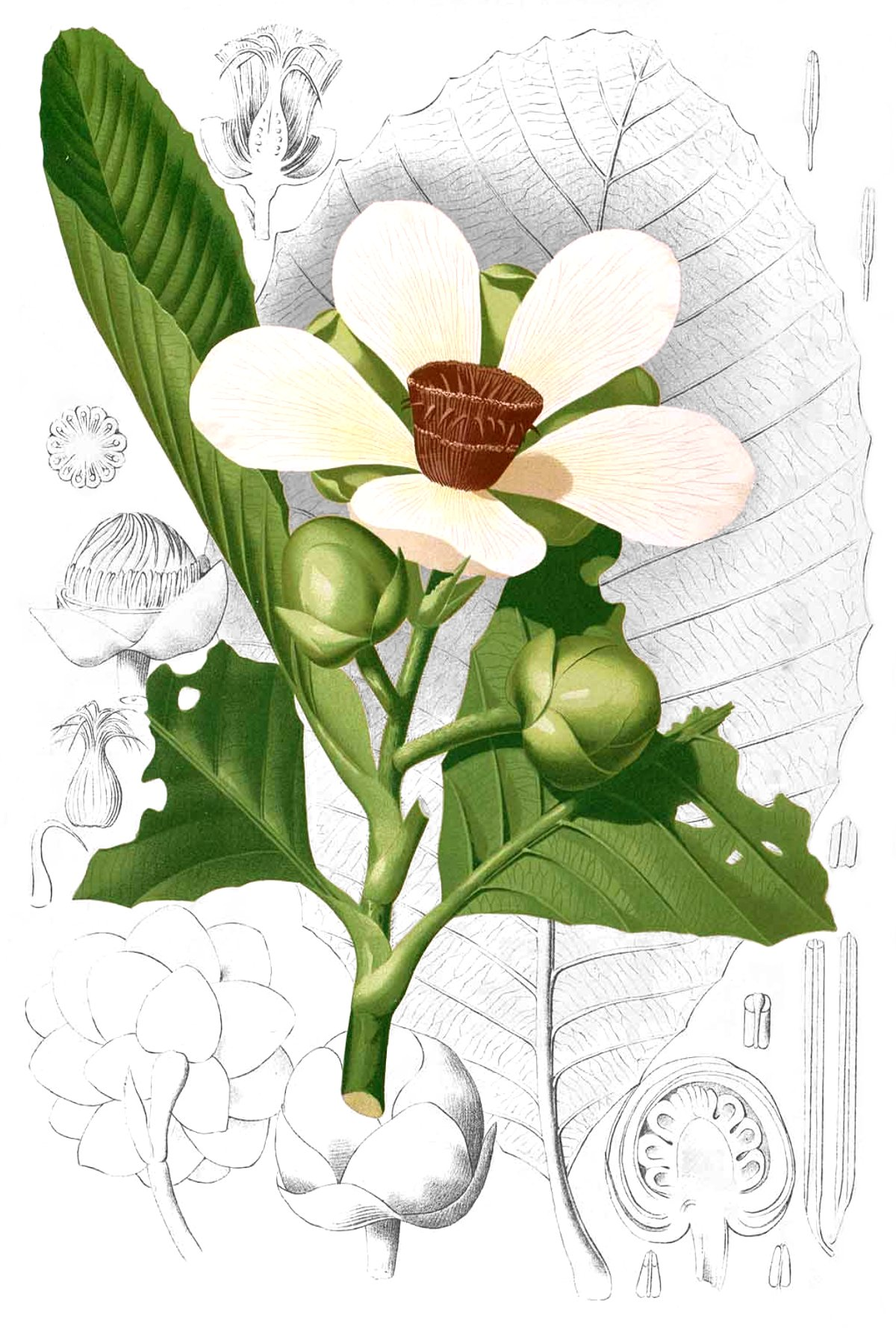
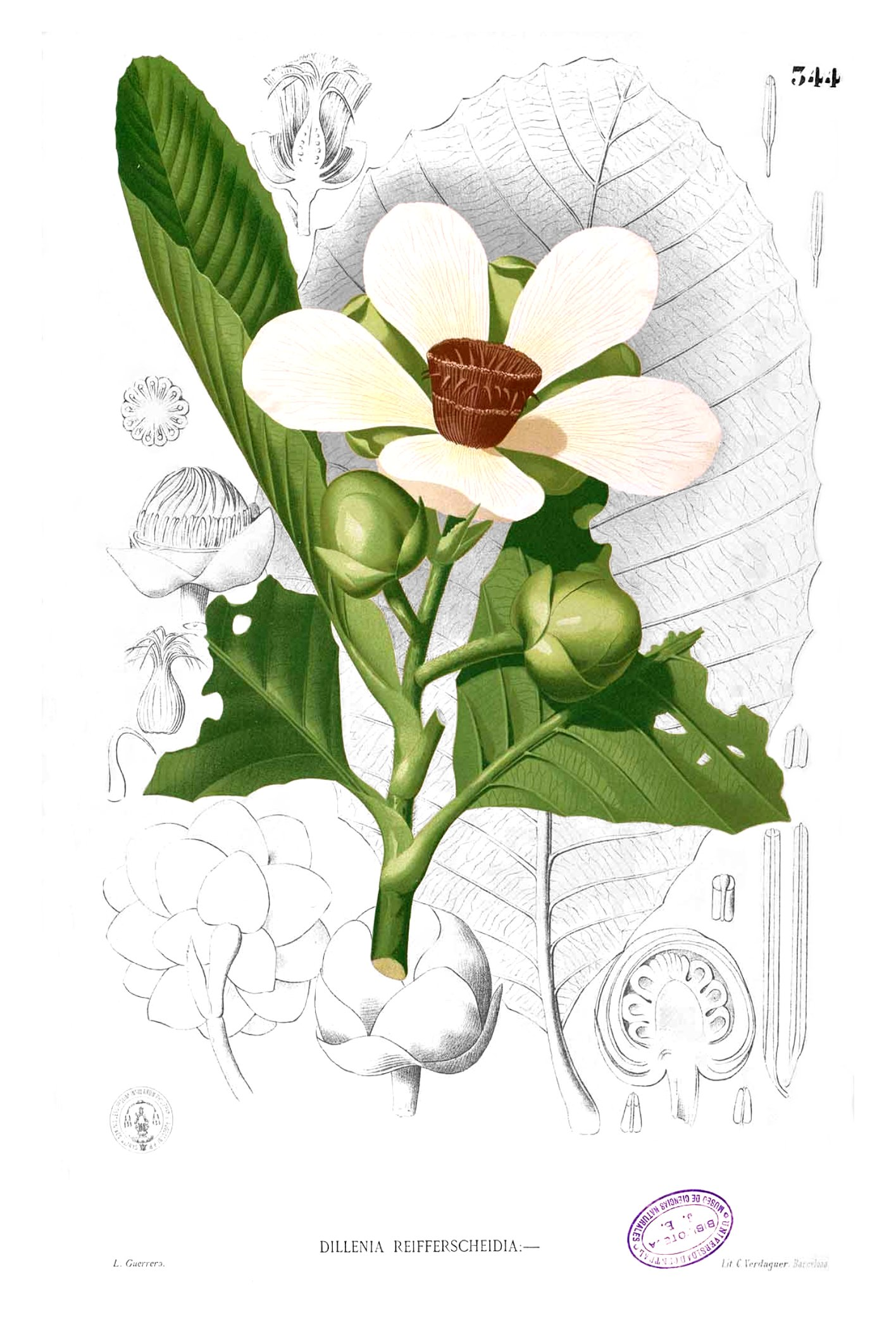